# Mésoscaphe Ben Franklin
Le mésoscaphe Ben Franklin est un sous-marin construit par Jacques Piccard pour étudier le Gulf Stream, en 1968, nom de code PX15.

## Historique[1]
- 1968, le 3 avril, partiellement démonté, il part pour le port d'Anvers, avant d'embarquer, le 16 avril, pour la Floride.
- 1969, du 14 juillet au 14 août, le mésoscape réalisera une plongée-dérive de 1 500 milles marins, entre 200 et 600 mètres de profondeur, dans le Gulf Stream
- En décembre 1999, avec la décision soudaine de déplacer ou de mettre au rebut le submersible, il a été offert au Musée maritime de Vancouver. Après rénovation, le submersible a été placé devant le musée.

## Caractéristiques
- Déplacement :  130 tonnes
- Longueur :14,8 mètres
- Hauteur : 6 mètres
- Profondeur opérationnelle : 600 mètres
- Profondeur maximale: 1 200 mètres
- Vitesse en plongée : 4 nœuds
- Autonomie : 6 semaines pour 6 personnes
- Charge utile : 5 tonnes
- Puissance : 756 kWh
- Hublots : 29

## Note
1. ↑  Journaux suisses de l'époque